# Cantone di Duras
Il Cantone di Duras era una divisione amministrativa dell'arrondissement di Marmande.
È stato soppresso a seguito della riforma complessiva dei cantoni del 2014, che è entrata in vigore con le elezioni dipartimentali del 2015.
Comprendeva i comuni di:
- Auriac-sur-Dropt
- Baleyssagues
- Duras
- Esclottes
- Loubès-Bernac
- Moustier
- Pardaillan
- Saint-Astier
- Sainte-Colombe-de-Duras
- Saint-Jean-de-Duras
- Saint-Sernin
- La Sauvetat-du-Dropt
- Savignac-de-Duras
- Soumensac
- Villeneuve-de-Duras